# 小岩井清
小岩井 清（こいわい きよし、1935年5月31日 - 2008年6月20日）は、日本の政治家。日本社会党所属の衆議院議員（1期）。

## 来歴
東京都出身。日本大学旧工学部（現日本大学理工学部）中退。1971年から市川市議会議員を2期務め、1979年から千葉県議会議員（日本社会党所属）を3期務めた。
1990年の総選挙で旧千葉4区から日本社会党公認で立候補し初当選。
1993年の総選挙にて落選。1995年の参院選に日本社会党公認で千葉県選挙区より立候補するも落選。その後日本社会党を離党し、1997年の市川市長選に無所属で立候補したが落選。1999年の統一地方選挙で20年ぶりに市川市議会議員に復帰、民主党会派に所属した。市議を通算4期務め、2007年4月に引退。後援会は長女の守屋貴子を後継者とした。2008年5月、旭日小綬章受章。同年6月20日、胃癌のため千葉県市川市の自宅で死去。73歳没。

## 家族
- 守屋貴子 - 千葉県議会議員（立憲民主党）
  - 2007年4月、市川市議会議員選挙に民主党公認候補として出馬し初当選。2011年4月、市議再選。2015年4月、千葉県議会議員（市川市選挙区）に初当選。2019年4月、県議再選。2022年3月、市川市長選挙に無所属で立候補し落選。2023年4月、県議3選